# Zwartkoppython
De zwartkoppython (Aspidites melanocephalus) is een slang uit de familie pythons (Pythonidae).

## Naam en indeling
De wetenschappelijke naam van de soort werd voor het eerst voorgesteld door Gerard Krefft in 1864. Oorspronkelijk werd de wetenschappelijke naam Aspidiotes melanocephalus gebruikt.

## Uiterlijke kenmerken
Deze slanke, terrestrische slang heeft een gitzwarte kop en nek. Op het lichaam bevinden zich onregelmatige, bruine en roomwitte dwarsstrepen. De totale lichaamslengte bedraagt 150 tot tweehonderd centimeter.

## Levenswijze
Het voedsel bestaat uit kleine zoogdieren, vogels en reptielen, zelfs giftige koraalslangachtigen worden buitgemaakt. De slang is niet agressief; bij bedreiging door predatoren trekt het dier zich terug in een hol of spleet.
Een legsel bestaat meestal uit achttien eieren, die worden gelegd in een nestkamer onder hout of boomwortels. Ze beschermen de eieren, door zich eromheen te wikkelen tot de jongen zijn uitgekomen. Hierbij trillen en schokken de slangen om warmte op te wekken zodat ze sneller uitkomen.

## Verspreiding en habitat
Deze soort komt endemisch voor in het noorden van Australië in de deelstaten Noordelijk Territorium, Queensland en West-Australië.
De habitat bestaat uit zowel vochtige als drogere tropische en subtropische bossen, vochtige en droge savannen, vochtige en droge scrubland, graslanden en hete woestijnen.

## Beschermingsstatus
Door de internationale natuurbeschermingsorganisatie IUCN is de beschermingsstatus 'veilig' toegewezen (Least Concern of LC).